# Хершел (кратер на Луната)
Вижте пояснителната страница за други значения на Хершел (кратер).
Хершел е ударен кратер на Луната, намиращ се на север от равнинния кратер Птолемей. Кратерът е кръстен на астронома от 18 век Уилям Хершел.
Диаметърът му е 41 km, а максималната дълбочина около 3,8 km.